# Brettus albolimbatus
Brettus albolimbatus là một loài nhện trong họ Salticidae.
Loài này thuộc chi Brettus. Brettus albolimbatus được Eugène Simon miêu tả năm 1900.